# 第8期本因坊戦
第8期本因坊戦（だい8きほんいんぼうせん）は、第7期終了後の1952年（昭和27年）に開始され、1953年5月からの本因坊高川秀格と挑戦者の木谷實八段による七番勝負で、高川が4勝2敗で本因坊位を初防衛、2連覇した。

## 開催の経緯
第8期開始にあたって、出場資格のある五段以上の棋士のうち、関西棋院独立後の新昇段棋士3名（刈谷啓、青柳秀雄、松浦要）の段位を認めるかどうかが問題となったが、日本棋院の3名の五段棋士との対局を行うこととなり、関西棋院側3名ともこれに勝ちを収めた。この後1952年11月に一次予選を開始された。
また持時間について、従来は希望があれな3時間増やせるという規定だったが、毎日新聞から日本棋院渉外理事の高川への申し入れで、10時間二日打切りに固定となった。
挑戦者が木谷實に決まった後、毎日新聞で結果予想を募集したところ、回答4千通のうち、木谷勝ちが2600、高川勝ちが1400だった。また『棋道』の予想座談会では、当時非力と言われていた高川について、前田陳爾がここ一番での勝負強さを指摘して「タヌキ」と呼び、これは後々まで高川のニックネームになった。

## 方式
- 参加棋士 : 日本棋院・関西棋院の棋士の五段以上。
- 前期挑戦者決定リーグの上位4名と、予選勝ち抜き者4名による挑戦者決定リーグ戦を行う。
- コミは4目半。
- 持時間は、リーグ戦、挑戦手合は各10時間。

## 結果

### 挑戦者決定リーグ
リーグ戦参加者は、橋本宇太郎、木谷實、坂田栄男、宮下秀洋各八段、林有太郎、窪内秀知各七段、酒井通温六段、瀬尾寿五段で、木谷と坂田が6勝1敗となり、同率決戦で木谷が勝って挑戦者となった。

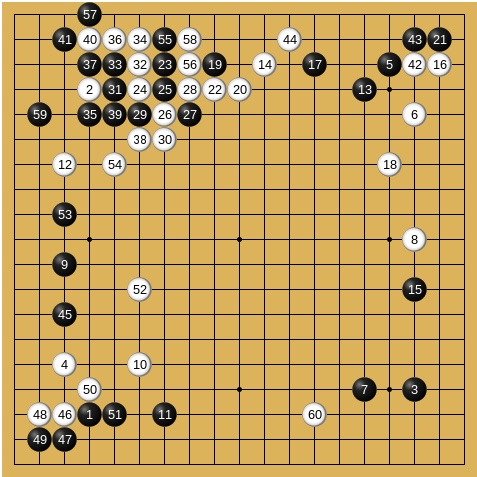
第1局（1-60）

プレーオフ : 木谷-坂田、残留決定戦:宮下-窪内

### 挑戦手合七番勝負
第1局は鎌倉市「和光」で行われ先番木谷勝ち。この時、勝った木谷が終始どことなく苦しそうであったと観戦者倉島竹二郎は述べている。第2局は青梅市「四季楽園」で先番高川勝ち。この終盤に控室では木谷優勢と見ていたが、観戦した医者が木谷の呼吸が不規則で乱れているので高川の勝ちを予測したということがあった。
先番で打ち分けた後の第3局は山形県山の上温泉「村尾」で、木谷が旅館の庭の滝の音が気になって止めさせるということがあったが、白番の高川がコミがかりで勝ち。
第4局（名古屋市「八勝館」）、第5局（和歌山県白浜温泉「古賀の井」）と黒番勝ちとなり、高川が3勝2敗とリードする。第6局も黒番の高川が、観戦記の梅崎春生が「名前通り、木谷は実をとり、高川は格をとったというところか」と書いたように手厚い碁形で中押し勝し、通算4-2で本因坊位を防衛した。

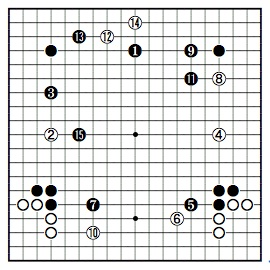
第6局（17-31）

2隅で白番の木谷独特の地に辛い定石になり、黒1（17手目）の局面で上記梅崎の評が書かれた。黒5では白6がいい形なので、一路左の二間がよかった。それに高川はすぐ気づいて黒7では修正した。白12では15に一間に飛んでおくべきで、黒15のボウシが布石の要点で、続いて黒は右辺に打込んで攻勢となり、手厚く打って中央を地模様にした黒が優勢になった。

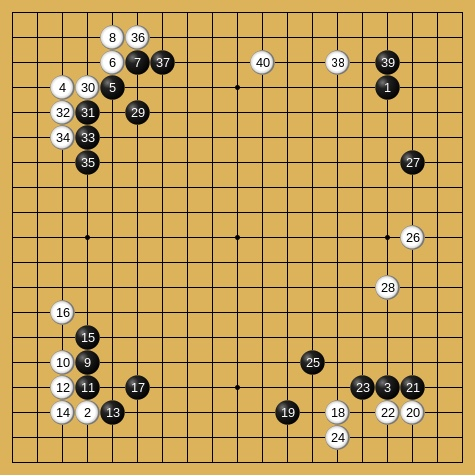
第4局（1-40）

第4局では、黒29が高川の新手で、当時話題になった。高川の強さについての分析も現れるようになり、『棋道』1953年9月号の水野芳郎「囲碁の機械化」では「高川氏の碁は常識的である。全盤の均衡に重点を置いて淡々と布石して、機械的に能率をあげてゆくことに主眼が置かれているようだ」「この常識を統制し、計算し、配分して充分に駆使すれば、一人の大天才に対抗しても決して顔負けはしない筈である」という論評がされた。また高川タヌキ論への高川自身が『棋道』に掲載した反論では、「碁の性質によって全力を出したり、力をセーブしたりできるほど利口でもないし実力もない」「ある人々が考えている程僕は強くもないし、ある人々が考えている程、僕は弱くもない」と述べた。
この七番勝負の半年後に木谷は病に倒れ、2年間手合を休場することになった。